# Пермеярви
Пермеярви — пресноводное озеро на территории Юшкозерского сельского поселения Калевальского района Республики Карелии.

## Общие сведения
Площадь озера — 5 км², площадь водосборного бассейна — 24,8 км². Располагается на высоте 136,0 метров над уровнем моря.
Форма озера продолговатая: оно вытянуто с северо-запада на юго-восток. Берега каменисто-песчаные, местами заболоченные.
С юго-западной стороны озера вытекает река Перменд, которая впадает в реку Кепу. Кепа в свою очередь впадает в озеро Кулянъярви, через которое протекает река Кемь.
Код объекта в государственном водном реестре — 02020000911102000005964.